# 폴 앵카
폴 앨버트 앵카(영어: Paul Albert Anka, OC, 1941년 7월 30일 ~ )는 캐나다에서 태어난 미국의 싱어송라이터이자 배우이다.

## 생애
1955년 캐나다에서 스윙 재즈 음악 밴드의 보컬리스트로 첫 데뷔하였고 이듬해 1956년 《I confess》라는 노래 작품으로 솔로 가수 데뷔하였으며 1년 후 1957년 《Diana》라는 노래 작품이 수록된 솔로 정규 1집 음반을 발표한 그는 〈Diana〉,〈Lonely Boy〉,〈Put Your Head on My Shoulder〉, 〈Papa〉, 〈Crazy Love〉 같은 히트송으로 1950년대 후반과 1960년대 사이에 아이돌 가수로서 유명세를 얻었다.
영화 《The Tonight Show Starring Johnny Carson》의 주제곡으로 톰 존스의 히트곡 중 하나인 〈She's a Lady〉, 프랭크 시나트라의 상징적인 노래 〈My Way〉, 마이클 잭슨의 〈This Is It〉 등 다수 히트곡의 가사와 작곡 작업에 참여한 것으로 알려져 있다.
1990년에 미국 시민으로 귀화하였다.